# 藍上陸
藍上陸（1985年3月10日—）是一名日本輕小說作家，群馬縣出生，第5屆SD小說新人獎佳作，曾為甜點師傅。著作《空罐少女！》一書，並製作成動畫，曾於2009年8月來台參與漫博盛事。